# Latrodectus cinctus
Espèce
Synonymes
- Latrodectus stuhlmanni Dahl, 1902

Latrodectus cinctus est une espèce d'araignées aranéomorphes de la famille des Theridiidae.

## Distribution
Cette espèce se rencontre en Afrique dont au Cap-Vert, en Oman, au Koweït, en Irak et en Iran.

## Description
Les mâles mesurent de 3,00 à 3,85 mm et les femelles de 7,25 à 12,45 mm.

## Systématique et taxinomie
Cette espèce a été décrite par Blackwall en 1865. Elle est placée en synonymie avec Latrodectus mactans par Levi en 1959. Elle relevée de synonymie par Lotz en 1994.
Latrodectus stuhlmanni a été placée en synonymie par Lotz en 1994.

## Publication originale
- Blackwall, 1865 : « Descriptions of recently discovered species and characters of a new genus, of Araneida from the East of Central Africa. » Annals and Magazine of Natural History, sér. 3, vol. 16, p. 336-352 (texte intégral).